# Елайджа Голл
Елайджа Голл (22 серпня 1994 , Кейті ) — американський легкоатлет, що спеціалізується на спринті, призер чемпіонату світу.

## Кар'єра
| Рік             | Змагання        | Місце проведення | Місце           | Дисципліна            | Результат       | Примітки        |
| Представник США | Представник США | Представник США  | Представник США | Представник США       | Представник США | Представник США |
| --------------- | --------------- | ---------------- | --------------- | --------------------- | --------------- | --------------- |
| 2022            | Чемпіонат світу | Юджин, США       | 2               | естафета 4×100 метрів | 37.55           |                 |